# Segunda Liga 2012-2013
La Segunda Liga 2012-2013 è stata la 23ª stagione del calcio di secondo livello in Portogallo. Questa stagione ha segnato una serie di cambiamenti nel campionato generale. Il nome del campionato è stato cambiato di nuovo in Segunda Liga dalla precedente Liga de Honra. Un totale di 22 squadre hanno disputato il campionato, rispetto alle 16 della stagione precedente; 14 dei quali hanno disputato la stagione 2011-2012, due dei quali sono stati promossi dalla Seconda Divisione portoghese (inclusa una squadra di riserva), uno dei quali è stato retrocesso dalla Primeira Liga 2011-12, e cinque dei quali erano nuove squadre di riserva di Primeira Club di Liga. Le squadre di riserva non erano idonee alla promozione in Primeira Liga.

## Stagione
L'União de Leiria è stata retrocessa in seconda divisione per non aver soddisfatto i requisiti obbligatori della Lega portoghese per il calcio professionistico in merito alla procedura di richiesta alle competizioni professionistiche. Così, lo Sporting Covilhã è stato invitato a rimanere in Segunda Liga nonostante fosse retrocesso nella stagione precedente.
Anche Varzim, i campioni della Segunda Divisão 2011-12, non soddisfacevano i requisiti e non erano iscritti alla Segunda Liga. Ancora una volta, il Portimonense sono stati invitati a rimanere in Segunda Liga

### Formula
Le 22 squadre partecipanti si affrontano in un girone di andata e ritorno, per un totale di 42 giornate.

Le prime due classificate sono promosse in Primeira Liga.

Al campionato possono partecipare le squadre riserve, ma non possono essere promosse in Primeira Liga. Se una squadra riserva si classifica ai primi due posti, la squadra classificatasi subito dopo beneficia della promozione diretta. Se la prima squadra retrocede in Segunda Liga, la squadra riserva viene retrocessa in Campeonato Nacional de Seniores indipendentemente dalla posizione in classifica. In quest'ultimo caso, se la squadra riserva non era nelle ultime tre posizioni, la squadra meglio piazzata nella zona retrocessione mantiene la categoria.

## Squadre partecipanti
| Club                 | Città                | Stadio                               | Posizione 2011-2012 |
| -------------------- | -------------------- | ------------------------------------ | ------------------- |
| Arouca               | Arouca               | Stadio comunale di Arouca            | 13º posto           |
| Atlético de Portugal | Lisbona              | Estádio da Tapadinha                 | 11º posto           |
| Belenenses           | Lisbona              | Estádio do Restelo                   | 5º posto            |
| Benfica B            | Lisbona              | Futebol Campus                       | non iscritto        |
| Braga B              | Braga                | Estádio Municipal de Braga           | non iscritto        |
| Covilhã              | Covilhã              | Estádio Municipal José Santos Pinto  | 15º posto           |
| Desportivo Aves      | Vila das Aves        | Estádio do CD das Aves               | 3º posto            |
| Feirense             | Santa Maria da Feira | Estádio Marcolino de Castro          | 15º posto           |
| Freamunde            | Freamunde            | Campo SC Freamunde                   | 14º posto           |
| Leixões              | Matosinhos           | Estádio do Mar                       | 6º posto            |
| Marítimo B           | Funchal              | Campo da Imaculada Conceição         | 12º posto           |
| Naval                | Figueira da Foz      | Municipale José Bento Pessoa         | 4º posto            |
| Oliveirense          | Oliveira de Azeméis  | Estádio Carlos Osório                | 7º posto            |
| Penafiel             | Penafiel             | Estádio Municipal 25 de Abril        | 9º posto            |
| Portimonense         | Portimão             | Estádio Municipal de Portimão        | 16º posto           |
| Porto B              | Porto                | Estádio Dr. Jorge Sampaio            | non iscritto        |
| Santa Clara          | Ponta Delgada        | Estádio de São Miguel                | 12º posto           |
| Sporting B           | Lisbona              | CGD Stadium Aurélio Pereira          | non iscritto        |
| Tondela              | Tondela              | Estádio João Cardoso                 | 2º posto            |
| Trofense             | Trofa                | Estádio do Clube Desportivo Trofense | 8º posto            |
| União Madeira        | Funchal              | Estádio da Madeira                   | 10º posto           |
| Vitória Guimarães B  | Guimarães            | Estádio D. Afonso Henriques          | non iscritto        |

## Classifica
|  | Pos. | Squadra             | Pt | G  | V  | N  | P  | GF | GS | DR  |
|  | ---- | ------------------- | -- | -- | -- | -- | -- | -- | -- | --- |
|  | 1.   | Belenenses          | 94 | 42 | 29 | 7  | 6  | 75 | 41 | +34 |
|  | 2.   | Arouca              | 73 | 42 | 21 | 10 | 11 | 65 | 48 | +17 |
|  | 3.   | Leixões             | 68 | 42 | 18 | 14 | 10 | 49 | 36 | +13 |
|  | 4.   | Sporting Lisbona B  | 66 | 42 | 17 | 15 | 10 | 62 | 46 | +16 |
|  | 5.   | Desp. Aves          | 65 | 42 | 16 | 17 | 9  | 47 | 42 | +5  |
|  | 6.   | Portimonense        | 64 | 42 | 17 | 13 | 12 | 61 | 50 | +11 |
|  | 7.   | Benfica B           | 62 | 42 | 15 | 17 | 10 | 71 | 54 | +17 |
|  | 8.   | Oliveirense         | 60 | 42 | 16 | 12 | 14 | 52 | 49 | +3  |
|  | 9.   | Penafiel            | 60 | 42 | 16 | 12 | 14 | 48 | 44 | +4  |
|  | 10.  | Tondela             | 59 | 42 | 16 | 11 | 15 | 55 | 60 | -5  |
|  | 11.  | Santa Clara         | 59 | 42 | 15 | 14 | 13 | 55 | 48 | +7  |
|  | 12.  | União Madeira       | 56 | 42 | 13 | 17 | 12 | 47 | 46 | +1  |
|  | 13.  | Feirense            | 56 | 42 | 15 | 11 | 16 | 60 | 59 | +1  |
|  | 14.  | Porto B             | 54 | 42 | 13 | 15 | 14 | 49 | 49 | 0   |
|  | 15.  | Braga B             | 47 | 42 | 12 | 13 | 17 | 39 | 51 | -12 |
|  | 16.  | Marítimo B          | 46 | 42 | 14 | 7  | 21 | 40 | 46 | -6  |
|  | 17.  | Atlético CP         | 44 | 42 | 12 | 8  | 22 | 45 | 63 | -18 |
|  | 18.  | Naval*              | 40 | 42 | 13 | 18 | 11 | 51 | 50 | +1  |
|  | 19.  | Trofense            | 40 | 42 | 9  | 13 | 20 | 41 | 60 | -19 |
|  | 20.  | Covilhã             | 38 | 42 | 7  | 17 | 18 | 37 | 52 | -15 |
|  | 21.  | Vitória Guimarães B | 36 | 42 | 7  | 15 | 20 | 30 | 56 | -26 |
|  | 22.  | Freamunde           | 33 | 42 | 7  | 12 | 23 | 46 | 75 | -29 |

Legenda:

      Ammesse alla Primeira Liga 2013-2014

Tre punti a vittoria, uno a pareggio, zero a sconfitta.
La classifica viene stilata secondo i seguenti criteri:
- Punti conquistati
- Punti conquistati negli scontri diretti
- Differenza reti negli scontri diretti
- Reti realizzate in trasferta negli scontri diretti
- Differenza reti generale
- Partite vinte
- Reti totali realizzate
- Spareggio

### Verdetti
- Belenenses e Arouca promosse in Primeira Liga 2013-2014.

Note:
- Al Naval sono stati sottratti 17 punti a causa di debiti con altri due club. Hanno anche rifiutato di giocare nella Segunda Liga nella stagione 2013-14.

## Statistiche

### Classifica marcatori
Riferimento: Sito ufficiale
| Gol |  |  | Giocatore        | Squadra            |
| --- |  |  | ---------------- | ------------------ |
| 24  |  |  | Joeano           | Arouca             |
| 17  |  |  | Rabiola          | Desp. Aves Braga B |
| 17  |  |  | Ricardo Esgaio   | Sporting Lisbona B |
| 17  |  |  | Miguel Rosa      | Benfica B          |
| 14  |  |  | Luis Barry       | Oliveirense        |
| 13  |  |  | Tiago Caeiro     | Belenenses         |
| 13  |  |  | Rafael Porcellis | Santa Clara        |
| 13  |  |  | Rui Lima         | Oliveirense        |
| 12  |  |  | Simy             | Portimonense       |
| 12  |  |  | Ivan Cavaleiro   | Benfica B          |